# Liliencron-Kaserne
Die Liliencron-Kaserne bestand als militärische Einrichtung der Bundeswehr in Kellinghusen, Kreis Steinburg (Schleswig-Holstein) von 1964 bis 2008. Sie war hauptsächlich mit Artillerieeinheiten belegt. Namensgeber der Kaserne war der Schriftsteller Detlev von Liliencron. Die Kaserne hatte eine Fläche von 32 Hektar.

## Bau- und Stationierungsgeschichte

### Ausgangslage, Planung und Errichtung der Kaserne
Nach dem Ende des Zweiten Weltkriegs nahm die Stadt Kellinghusen zahlreiche Flüchtlinge aus den Gebieten des Deutschen Reichs auf, die unter sowjetischer und polnischer Verwaltung standen. Ende 1950 hatte Kellinghusen 9014 Einwohner, darunter 4297 Vertriebene. Die Stadt, die über keine umfassenden Gewerbe- und Industrieansiedlungen verfügte, profitierte vom als Wirtschaftswunder bezeichneten Wirtschaftswachstum in der noch jungen BRD kaum. Entsprechend befand sich Kellinghusen in einer schwierigen finanziellen Lage, die den Bürgermeister veranlasste, 1956 beim Wirtschaftsministerium in Kiel um Unterstützung zu ersuchen. Die Landesregierung empfahl, sich um eine Garnison der in Aufstellung befindlichen Bundeswehr zu bewerben. Im Mai 1956 ging die Stadt diesen Weg. Am 5. Juli 1956 stand der mögliche Standort einer neuen Kaserne fest und im September 1956 erhielt Kellinghusen die Zustimmung seitens des Bundes. Doch der ausgewählte Standort eignete sich für eine militärische Bebauung nicht. Zwar wurde ein Ersatzgelände alsbald durch die Stadt gefunden, doch lag dies im Gebiet der damaligen Nachbargemeinde Rensing. Die deshalb am 15. Dezember 1958 beschlossene Eingemeindung trat nach einer Korrektur vom Januar 1959 am 1. April 1960 in Kraft. Das Bundesvermögensamt erwarb zunächst 249 Hektar Land für 2,05 Millionen DM für die Kaserne und erweiterte diese Fläche um weitere 112 Hektar zur Errichtung eines Truppenübungsplatzes. Im Juli 1960 erfolgte die Vergabe der Bauleistungen, so dass im Frühjahr 1962 die Tiefbauarbeiten in der Kaserne abgeschlossen waren. 32 Gebäude entstanden schließlich bis 1964.

### Stationierungen der Bundeswehr und der US-Streitkräfte

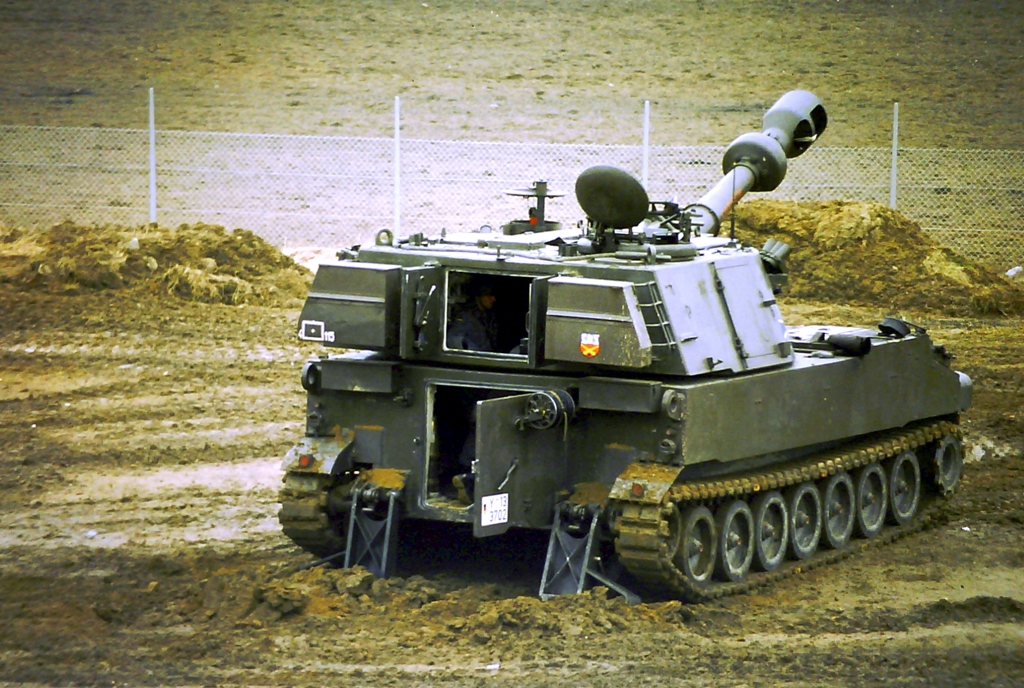
M109 der Panzerartillerie

Am 26. Oktober 1964 übergab Bundesverteidigungsminister Kai-Uwe von Hassel dem Raketenartilleriebataillon 62 die Liliencron-Kaserne. Das Artilleriebataillon 62, dessen 2. Batterie am 15. Oktober 1959 im Lager Donnerberg in Eschweiler aufgestellt und noch im selben Jahr nach Itzehoe verlegt worden war, hatte seine Aufstellung ab 15. Januar 1960 zunächst in Zwischenunterkünften erfahren, weil die Kaserne in Kellinghusen noch nicht fertiggestellt war. Während der Stab und die 1. Batterie ab 15. Januar 1960 in der Hanseaten-Gallwitz-Kaserne in Itzehoe gebildet wurden, erfolgte die Einquartierung der 2. Batterie in der Freiherr-von-Fritsch-Kaserne in Breitenburg-Nordoe und der 5. Batterie in der Rantzau-Kaserne am 17. November 1960 in Boostedt. Die Umbenennung in Raketenartilleriebataillon 62 fand am 9. Oktober 1962 statt. Das Bataillon war mit nuklearfähigen Honest John-Raketen ausgestattet. Im Ernstfall sollten die Einheit atomare Sprengköpfe der US-Armee erhalten. Daher war ab April 1961 das 13th U.S. Army Field Artillery Detachment der US-Streitkräfte mit dem Bataillon verbunden. Zunächst in Boostedt stationiert, zog die US-Einheit mit der Eröffnung der Liliencron-Kaserne nach Kellinghusen. 1966 wurde in unmittelbarer Nähe der Kaserne das Sondermunitionslager Kellinghusen für taktische Nuklearwaffen fertiggestellt. Mit dem Ende des Kalten Krieges und der Deutschen Wiedervereinigung endete der nukleare Einsatzauftrag für das Raketenartilleriebataillon 62 sowie weiterer Einheiten des Artillerieregiments 6 der 6. Panzergrenadierdivision: am 17. April 1992 zog das 13th U.S. Army Field Artillery Detachment aus der Liliencron-Kaserne ab. Am 28. Mai 1992 erfolgte der Abschluss der "atomaren Phase" durch einen Appell in Flensburg. Damit wurde das Aus für das Raketenartilleriebataillon 62 in Kellinghusen eingeleitet. Am 31. Dezember 1996 wurde die Einheit außer Dienst gestellt.
Das ab 1. Oktober 1958 in der Sick-Kaserne in Neumünster aufgestellte Feldartillerieregiment 6, das am 16. März 1959 in Artillerieregiment 6 umbenannt worden war, verlegte am 1. März 1965 in die neu errichtete Kaserne nach Kellinghusen. Dort wurde es schließlich am 31. März 1997 aufgelöst.
Die in der Lipperland-Kaserne bei Lippstadt am 1. Juni 1963 aufgestellte Beobachtungsbatterie 674 wurde nach Übergabe der Liliencron-Kaserne im Oktober 1964 hierher verlegt. Am 16. Oktober 1966 erfolgte ihre Teilung in die Schallmessbatterie 6 und die Radarbatterie 6. Beide Batterien wurden am 1. Oktober 1970 zur Aufstellung des neuen Beobachtungsbataillon 6 herangezogen. Am 1. Oktober 1972 verlegte dieses Bataillon in die Freiherr-vom-Fritsch-Kaserne nach Breitenburg-Nordoe, wo es am 1. Oktober 1979 in Beobachtungsbataillon 63 umbenannt wurde.
Der Artilleriespezialzug 6 wurde am 1. April 1972 ebenfalls im Rahmen der atomaren Aufrüstung aufgestellt. Er wurde am 1. Januar 1983 in die Artilleriespezialzüge I/6 und II/6 geteilt. Am 1. Januar 1988 verlegte der Artilleriespezialzug I/6 in die Rantzau-Kaserne nach Boostedt, während der Artilleriespezialzug II/6 nach Albersdorf in die Dithmarsen-Kaserne nach Albersdorf umzog. Mit dem Ende des atomaren Auftrages 1992 kam auch das Aus für diese Einheiten.
Die 1961 in der Schill-Kaserne in Lütjenburg aufgestellte Ausbildungskompanie 8/6 wurde am 1. April 1970 in die Dithmarsen-Kaserne verlegt und dem Feldartilleriebataillon 61 unterstellt. Am 15. November 1972 verlegte die Kompanie in die Liliencron-Kaserne nach Kellinghusen. Hier wurde sie zum 30. September 1979 aufgelöst.
In der Kaserne wurde am 1. Oktober 1979 die Drohnenbatterie 6 aufgestellt, die jedoch noch im selben Jahr in die Freiherr-vom-Fritsch-Kaserne nach Breitenburg-Nordoe verlegt wurde, wo sie am 30. September 1981 zur 4./Beobachtungsbataillon 63 umgegliedert wurde.
Das Feldartilleriebataillon 515 der Heimatschutzbrigade 51 wurde am 1. April 1981 mit vier Batterien aus der Panzermörserkompanie 380, die in der Schill-Kaserne in Lütjenburg stationiert war, gebildet. Nach der Reduzierung auf drei Batterien durch die Artilleriestruktur 85 erfolgte ab 1. Oktober 1992 schrittweise die Fusion mit dem Panzerartilleriebataillon 185 aus der Rantzau-Kaserne in Boostedt zum neuen Panzerartilleriebataillon 515 in Kellinghusen, die am 1. April 1993 abgeschlossen wurde. Das Panzerartilleriebataillon 515 wurde zum 31. Dezember 2008 schließlich aufgelöst.
Im April 1983 kommt es zu einer Blockade der Liliencron-Kaserne und des Sondermunitionslagers durch 5.000 Demonstranten der  westdeutschen Friedensbewegung, die sich nach dem NATO-Doppelbeschluss formiert hatte.
Am 1. Januar 1986 wurde die Fahrschulgruppe Kellinghusen in der Kaserne aufgestellt. Zum 1. April 1994 wurde sie zum Kraftfahrausbildungszentrum Kellinghusen umgegliedert, das am 31. März 2008 außer Dienst gestellt wurde.
Am 1. April 1986 wurde die 4./Raketenartilleriebataillon 62 zur selbständigen Begleitbatterie 6 des Artillerieregiments umgegliedert.
Die am 1. April 1993 in der Fünf-Seen-Kaserne in Plön gebildete Panzerpionierkompanie 510 wurde am 20. August 1996 nach Kellinghusen in die Liliencron-Kaserne verlegt. Hier wurde sie am 1. Juli 2003 zu einer Geräteeinheit umgegliedert. Zum 31. März 2007 erfolgte nach der Stationierungsentscheidung 2004 die Auflösung.
Die am 1. Januar 1963 in Hörnum auf Sylt als Geräteeinheit aufgestellte Reservelazarettgruppe 6101 wurde am 1. April 1997 in die Reservelazarettgruppe Ausbildung 6101 umgegliedert und in der Liliencron-Kaserne stationiert. Am 1. April 2002 erfolgte eine weitere Umstrukturierung zum Sanitätsausbildungszentrum I.
Ab den 1990er Jahren war das Heimatschutzbataillon 611 in der Kaserne in Kellinghusen stationiert, das jedoch 2006 aufgelöst wurde.
Am 24. März 1997 wurde das Kraftfahrausbildungszentrum Flensburg in die Liliencron-Kaserne verlegt, in Kraftfahrausbildungszentrum Kellinghusen II umbenannt und dem Panzerartilleriebataillon 515 unterstellt.
Im Juli 2002 verlegte das seit 1. April 1997 nichtaktive Panzerartilleriebataillon 85 aus Lüneburg, Schlieffen-Kaserne, nach Kellinghusen und bildete mit dem Panzerartilleriebataillon 515 eine Stamm-/Aufwuchsbeziehung. Es wurde zum 31. Dezember 2008 endgültig aufgelöst.
Zur medizinischen Versorgung war in der Liliencron-Kaserne der Sanitätsbereich 11/11 vom 1. Juli 1972 bis zum 31. März 1998 mit Material ausgestattet und das Standortsanitätszentrum Kellinghusen vom 1. Oktober 1982 bis 31. März 2005 eingerichtet. Das Sanitätszentrum Kellinghusen mit Ergänzung bestand vom 1. Juli 2004 bis zum 31. Dezember 2008. Die Zahnarztgruppe 105/2 wurde am 1. Juli 1973 gebildet und zum 31. Dezember 1998 aufgelöst. Es war die Standortfernmeldeanlage 117/403 eingerichtet. Vom 1. November 1968 bis zum 30. November 1994 war der Fernmelderevisionsdiensttrupp 117/402 in der Kaserne stationiert. Ab 1. April 1981 war der Kasernenfeldwebel mit Standortaufgaben Kellinghusen hier stationiert, der am 1. Oktober 1994 zum Standortfeldwebel Kellinghusen wurde. Dieser Dienstposten bestand bis 31. März 1999. Der Standortälteste Kellinghusen war mit Unterstützungspersonal vom 1. April 1981 bis zum 31. Dezember 2008 eingesetzt. Des Weiteren war auf dem Standortübungsplatz Kellinghusen vom 1. Oktober 1975 bis 31. Dezember 1994 die Übungsschießanlage Fliegerabwehr aller Truppen 112/2 und die Standortmunitionsniederlage 112/3 vom 1. April 1981 bis 31. März 1998 eingerichtet.

### Aufgabe der Kaserne
Mit dem Stationierungskonzept 2004 fiel die Entscheidung gegen die Liliencron-Kaserne als Bundeswehrstandort.
Die Kaserne wurde zum 31. Dezember 2008 von der Bundeswehr vollständig aufgegeben.

## Konversion

### Erste Überlegungen und Konversionsstudie
Nachdem die Schließung der Kaserne 2004 bekanntgegeben worden war, erstellte 2006 die Arbeitsgruppe Konversion der Stadt Kellinghusen mit einer beauftragten Planergruppe eine Konversionsstudie "Neuer Stadtteil Liliencron in Kellinghusen". Vorgesehen waren Flächen für Gewerbe, Wohnen, Lernen sowie Sport und Freizeit. Insbesondere sollten die örtlichen Sportvereine in die Entwicklung einbezogen werden. Am 28. Juni 2007 wurde der Aufstellungsbeschluss einer 3. Änderung des Flächennutzungsplans der Stadt für das Gebiet der ehemaligen Liliencron-Kaserne durch die Ratsversammlung gefasst. Im Januar 2008 wurde eine veränderte Konzeption für einen "Liliencron-Sportpark" vorgelegt.

### Sport- und Touristikpark
Bereits 2009 konnte der Verkauf der ehemaligen Kaserne und einer angrenzenden 24 Hektar großen Teilfläche des Standortübungsplatzes an ein Unternehmen der Sport- und Touristikentwicklung vermeldet werden, das schrittweise einen Sport- und Touristikpark errichten wollte. Am 16. Juni 2009 fasste die Ratsversammlung den Aufstellungsbeschluss für den Bebauungsplan Nr. 52 Liliencron-Kaserne und entschied sich für den Abschluss eines städtebaulichen Vertrages mit dem Investor. Der Investor ging allerdings in Insolvenz, so dass sich diese Pläne nicht umsetzen ließen.

### Privatklinik
Damit begann erneut die Suche nach einem Interessenten für das Kasernengelände. Zwei Investoren stellten im Dezember 2012 im Konversionsausschuss der Stadt ihre Vorschläge vor. Im Januar 2013 entschied sich die Ratsversammlung von Kellinghusen gegen ein Konzept, das auf einer Teilfläche der ehemaligen Garnison die Errichtung einer Photovoltaikanlage vorsah. Damit verblieb nur das Projekt eines Klinikneubaus. Das Projekt des Unternehmers Abdul-Matin Tatari sah 100 Krankenbetten, 200 Arbeitsplätze und eine Investitionssumme von 15 Millionen Euro vor. Als Zielgruppe waren Privatpatienten aus dem In- und Ausland benannt. Abdul-Matin Tatar wurde im Zusammenhang mit den Terroranschlägen am 11. September 2001 genannt. Im Februar 2013 stimmte die Gläubigerversammlung des insolventen ersten Investors dem Verkauf an die Taba Real Estate GmbH zu und im April 2013 wurde der Erwerb vollzogen.
Am 19. September 2013 wurden die bisherigen Beschlüsse zur Aufstellung einer Änderung des Flächennutzungsplans und eines Bebauungsplans, denen das Konzept eines Sport- und Touristikparks zugrunde lagen, durch die Ratsversammlung aufgehoben und ein neuer Aufstellungsbeschluss für den Bebauungsplan Nr. 52 gefasst. Zugleich wurden das Klinikkonzept, die Nachnutzungen der Gebäude und die Umbauplanungen konkretisiert.
Gegen die Pläne regte sich im Mittelzentrum Itzehoe Widerstand. Es wurde das Abwerben von inländischen Privatpatienten und von Fachpersonal zu Lasten der bereits bestehenden Krankenhäuser befürchtet. Am 7. August 2014 beschloss die Ratsversammlung von Kellinghusen dennoch den Bebauungsplan Nr. 52 als Satzung. Der Bebauungsplan setzt 7 Sondergebiete "Gesundheitszentrum" mit 145.300 Quadratmetern, ein eingeschränktes Gewerbegebiet mit 56.050 Quadratmetern, private Verkehrsflächen mit 50.053 Quadratmetern, private Grünflächen und Parkanlagen mit 33.286 Quadratmetern, Sportanlagen mit 61.186 Quadratmetern sowie weitere Flächen für Wälder, zum Schutz, zur Pflege und Entwicklung von Boden, Natur und Landschaft fest. Er umfasst damit einen Planbereich von 398.000 Quadratmeter. Nachdem erste Baugenehmigungen bereits im August 2014 erteilt worden waren, begannen die Arbeiten am Umbau der Kaserne zur Klinik. Pfingsten 2015 waren die Arbeiten an einem Restaurant und einem Hotel bereits deutlich vorangeschritten. Eine Inbetriebnahme war für den August 2015 erwartet. Demgegenüber verzögerte sich die Inangriffnahme des Klinikkernbereichs.

### Flüchtlingsunterkunft
Die Flüchtlingskrise in Europa 2015 führte auch in Schleswig-Holstein zur Aufnahme zehntausender Menschen. Deshalb wurden in der Kaserne im September 2015 einige Unterkunftsgebäude als Notunterkunft für 550 Flüchtlinge eingerichtet. Anfang Mai 2016 waren jedoch die Flüchtlingszahlen bereits deutlich zurückgegangen, so dass die Erstaufnahmeeinrichtung in Kellinghusen zunächst in den Leerstandsbetrieb ging und kurz darauf gänzlich geschlossen wurde.

### Änderungen am Klinik- und Bebauungskonzept
Da sich die Nachnutzung eines für den medizinischen Bereich vorgesehenen Gebäudekomplexes als unwirtschaftlich herausstellte, musste der Bebauungsplan Nr. 52 geändert werden, um einen Neubau an einem anderen Standort auf dem Gelände zu ermöglichen. Der Aufstellungsbeschluss wurde am 10. November 2016 durch die Ratsversammlung gefasst, die Änderung am  verabschiedet.
Nachdem der Investor feststellte, dass das Vorhaben des Klinikneubaus in der ursprünglich vorgesehenen Dimension nicht zur Umsetzung kommen wird, regte er 2019 eine erneute Änderung des Bebauungsplans Nr. 52 an. Im Wesentlichen ist eine Ausweitung von gewerblichen Flächen, die Ausweisung eines allgemeinen Wohngebietes sowie die Vergrößerung des Sport- und Rehabereichs beabsichtigt. Diese erneute Planänderung und der schleppende Fortgang des Klinikvorhabens sorgten für Kritik in der Ratsversammlung. Dennoch wurde der Aufstellungsbeschluss hierfür am 24. September 2019 gefasst.

### Unterbringung von Schlachthofmitarbeitern
Im Mai 2020 wurde bekannt, dass in der ehemaligen Liliencron-Kaserne Unterkünfte für Mitarbeiter eines Schlachthofes vermietet sind. 108 Beschäftigte eines Subunternehmens des Großbetriebes in Bad Bramstedt waren hier untergebracht. 77 von ihnen hatten sich während der Corona-Pandemie mit dem Erreger SARS-CoV-2 infiziert und waren infolgedessen an COVID-19 erkrankt.

## Besonderheiten

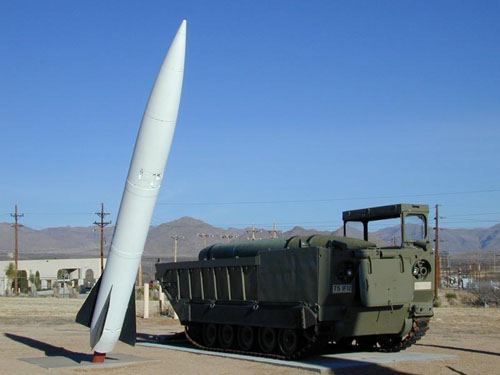
Lance auf M667 Kettenfahrzeug

Die Kaserne besaß im Eingangsbereich einige Gedenksteine ehemaliger Artillerieeinheiten, heute stehen diese gegenüber dem ehemaligen Haupteingang im Ehrenhain der schleswig-holsteinischen Artillerie. Herauszuheben ist das Raketenartilleriebataillon 650 aus Flensburg-Weiche, dessen letzter Lance-Raketenwerfer auf einem Wiesenstück vor den Unterkünften ausgestellt war.